# Bedfordshire
Bedfordshire (kiejtése: ˈbɛdfədʃə vagy ˈbɛdfədʃɪə) Anglia egyik ceremoniális és történelmi megyéje az East of England régióban. Közigazgatási szempontból nincs funkciója, mert három önálló kerületből, ún. egységes hatóságból (unitary authority) áll. Északkeletről Cambridgeshire, északról Northamptonshire, nyugatról Buckinghamshire, délkeletről pedig Hertfordshire megyével határos.
Lakossága 2014-ben 617 000 fő volt.

## Története
Az angolszászok britanniai betelepedése után Bedfordshire területe Mercia királyságához tartozott, amelytől a dán vikingek hódították el a 9. században, majd a dánok kiűzése után az egységes Angol Királysághoz került. Nevének első említése 1011-ből származik Bedanfordscir formában (Bedford jelentése Beda gázlója).
Az István király-korabeli polgárháborúban Bedfordshire sokat szenvedett, az 1165-ös kincstári felmérés tanúsága szerint a beszedhető adó mindössze kétharmada volt a 150 évvel korábbinak. A 13. században az első báróháborúban Bedford várát háromszor is megostromolták és végül a király 1224-ben leromboltatta.
Az 1970-es években véglegesített határú megyéből 1997-ben kiszakadt Luton és egységes hatósági (kb. megyei jogú város) státuszt kapott. 2008-ban Bedfordshire maradék területét két kerületre osztották és mindkét kerület egységes hatósági jogokat kapott, így a megye közigazgatási szempontból megszűnt, 2009-ben feloszlatták a megyei tanácsot is. Ceremoniális szempontból azonban Bedfordshire továbbra is fennáll. 

## Földrajza
Bedfordshire területe 1235 km². Déli felét a Chiltern Hills mészkőből felépülő dombvidéke foglalja el, míg a megye többi része az Ouse és mellékfolyóinak vízgyűjtő medencéjéhez tartozik. Az alapkőzet elsősorban jura- és krétakori homokkő, helyenként mészkő, illetve agyag. A jégkorszak idején a gleccserek eróziója kiszabadította a puha mészkőből a keményebb kovadarabokat, amelyek nagyobb kavicstömeggé álltak össze. A kavicsot korábban nagy tömegben termelték ki, a bányák helyén ma tavak találhatók.
Anglia többi részéhez viszonyítva Bedfordshire viszonylag száraz, évente 597,6 mm csapadékot kap. A legesősebb hónap az október (62,5 mm), február pedig a legszárazabb (36,7 mm). Az átlaghőmérséklet a február éjszakai 0,8 °C-tól a júliusi nappali 22,1 °C-ig terjed. Az utóbbi 20 évben a legnagyobb mért hőmérséklet 35,9 °C volt, míg az abszolút hidegrekordot, −20,0 °C-ot 1963 januárjában mérték.

## Közigazgatás és politika

Bedfordshire kerületei

Bedfordshire területe 3 önálló kerületre oszlik:
1. Bedford
2. Central Bedfordshire
3. Luton

Bedfordshire 6 képviselőt küldhet a parlament alsóházába. A 2015-ös választások után ezek közül 4 a Konzervatív Párt, 2 pedig a Munkáspárt jelöltje volt.
A megye 10 ezer lakosnál népesebb települései: Luton (206 850 fő), Bedford (78 750 fő), Dunstable (33 805 fő), Leighton Buzzard (32 753 fő), Kempston (19 375 fő), Houghton Regis (16 970 fő), Biggleswade (15 383 fő), Flitwick (12 700 fő), Sandy (10 887 fő).

## Gazdaság
1995 és 2003 között a megye gazdasága 4,1 milliárd fontról 5,4 milliárdra nőtt. Ebből a mezőgazdaság 81 millióról 52 millióra csökkent, az ipar 1,58 milliárdról 1,31 milliárdra esett vissza, míg a szolgáltatások közel megduplázódtak: 2,44 milliárdról 4,1 milliárdra növekedtek.

## Híres bedfordshire-iek
- Harold Abrahams atléta

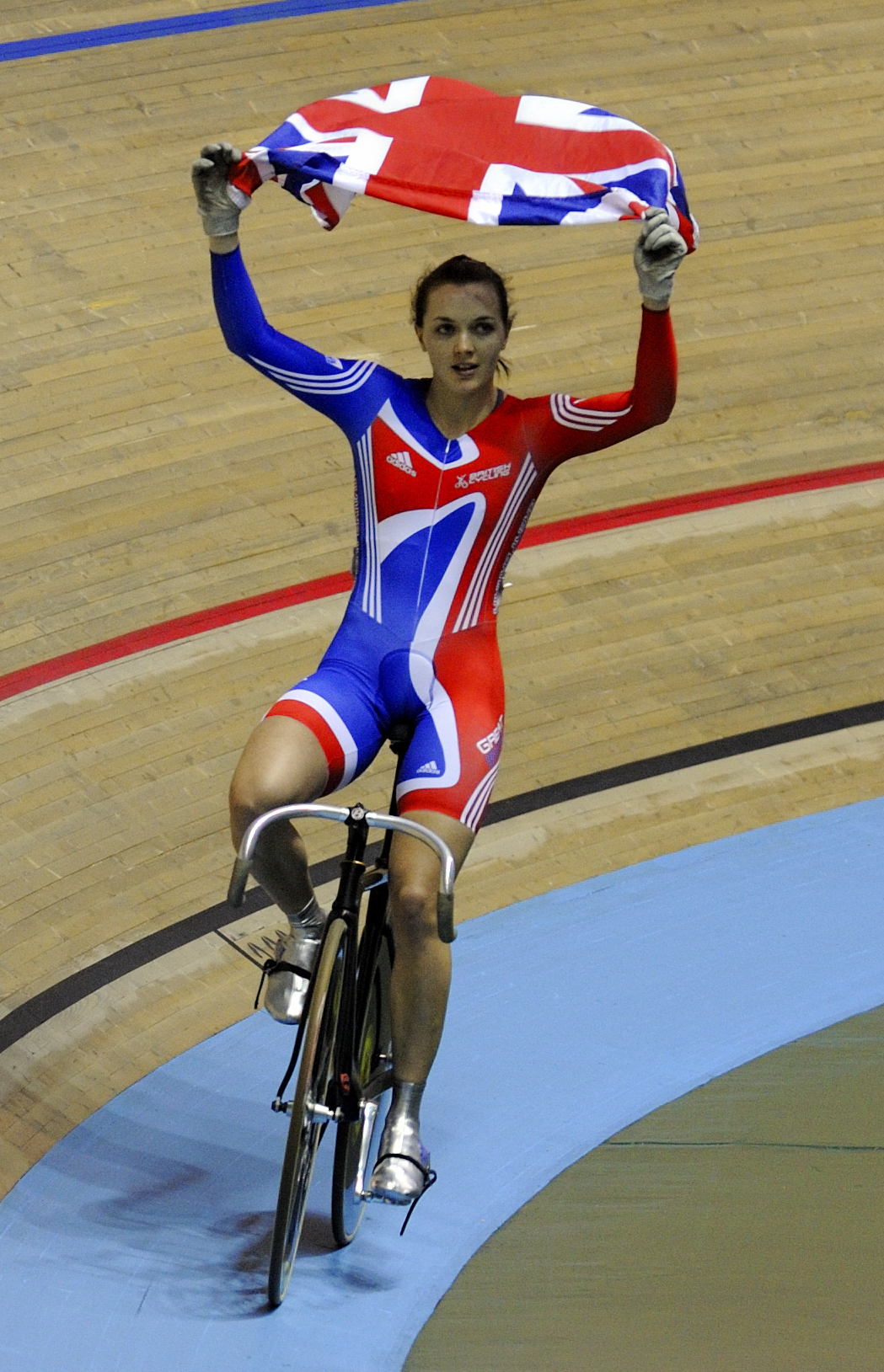
Victoria Pendleton

- Harold Abrahams a Jethro Tull gitárosa
- Ronnie Barker színész
- Margaret Beaufort
- Matt Berry színész
- John Bunyan író
- John Byng tengerész
- George Gascoigne költő
- Arthur Hailey író
- Andrew Johnson labdarúgó
- John Le Mesurier színész
- John Oliver színész
- Joseph Paxton építész
- Victoria Pendleton kerékpárversenyző
- Paula Radcliffe hosszútávfutó
- Paul Young énekes
- Ben Whishaw színész

## Látnivalók

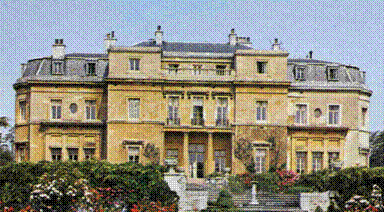
Luton Hoo
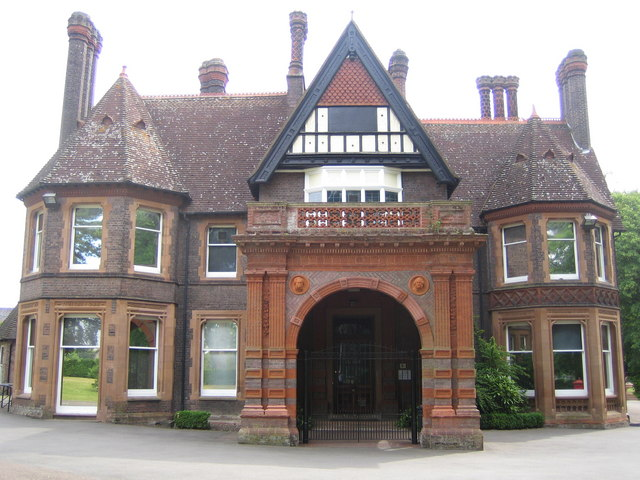
A Wardown Park múzeum
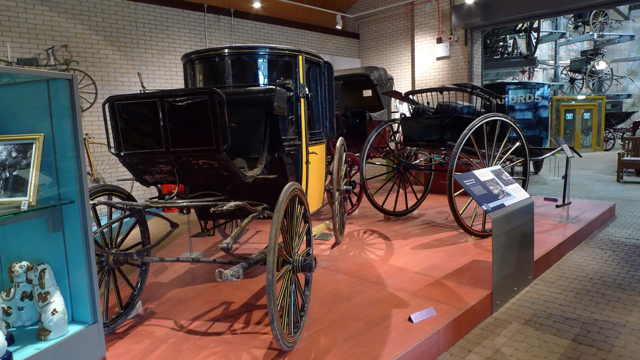
A Mossman kocsimúzeum
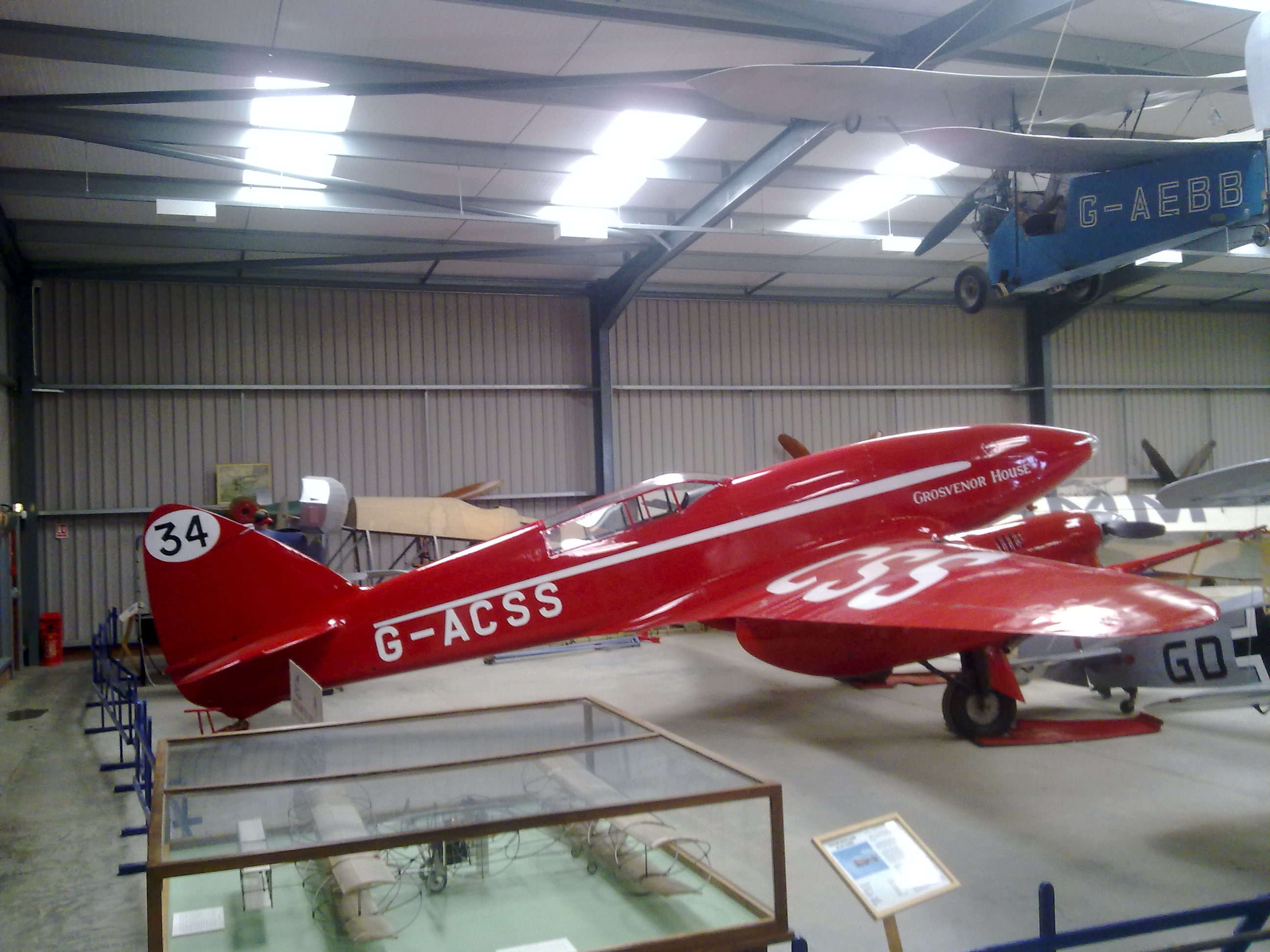
A shuttleworthi repülőmúzeum
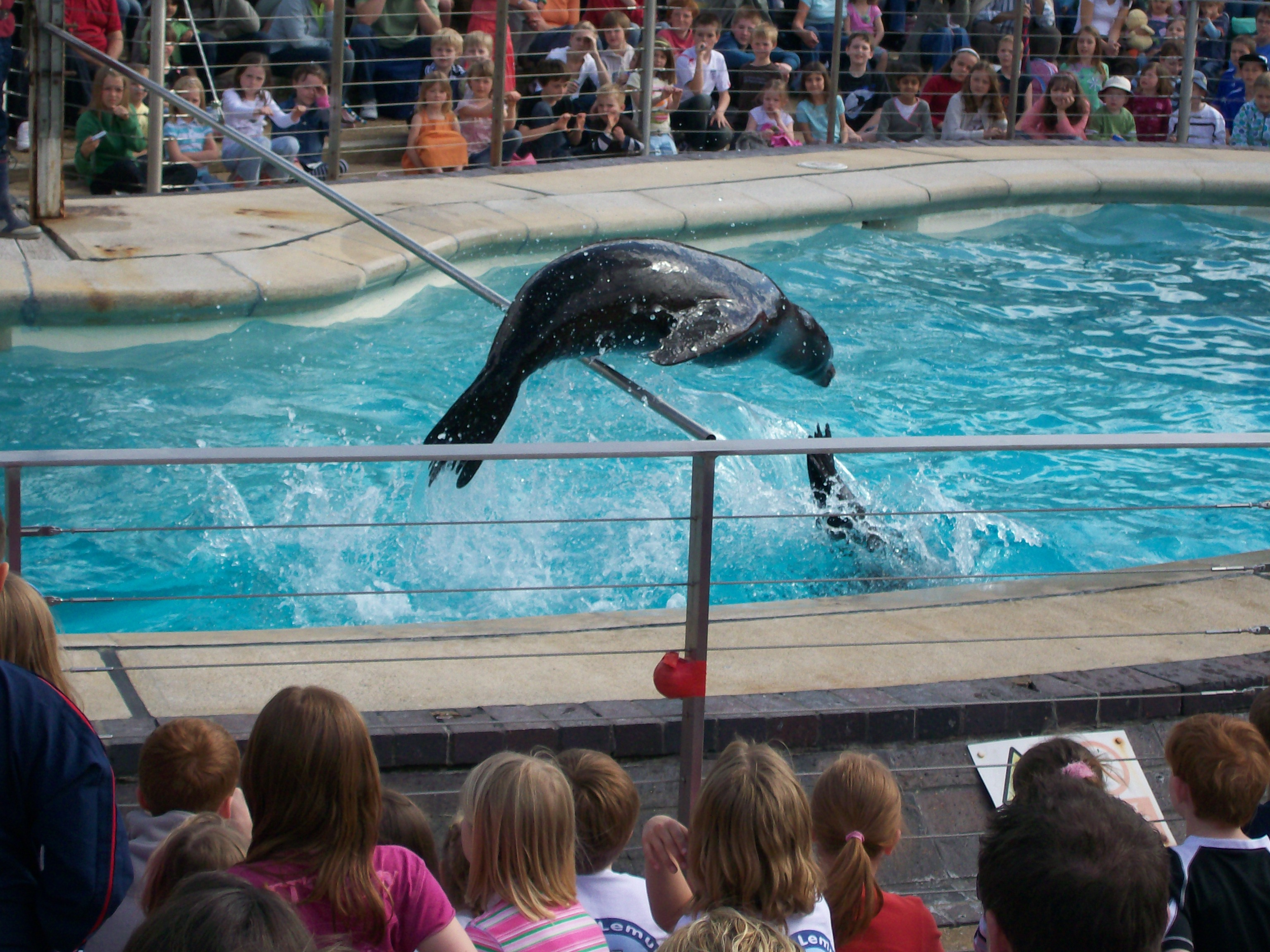
A whipsnade-i állatkert
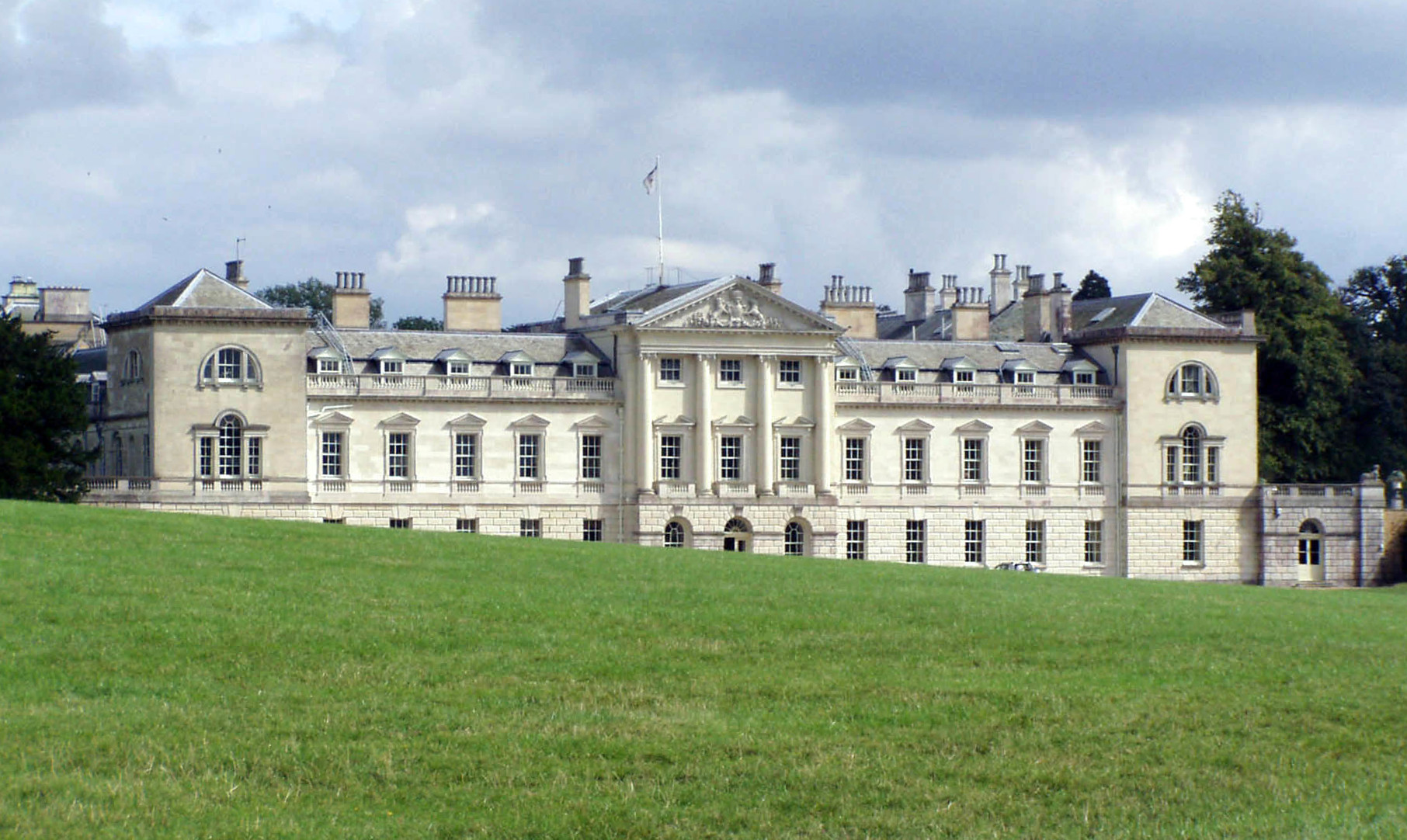
Woburn Abbey
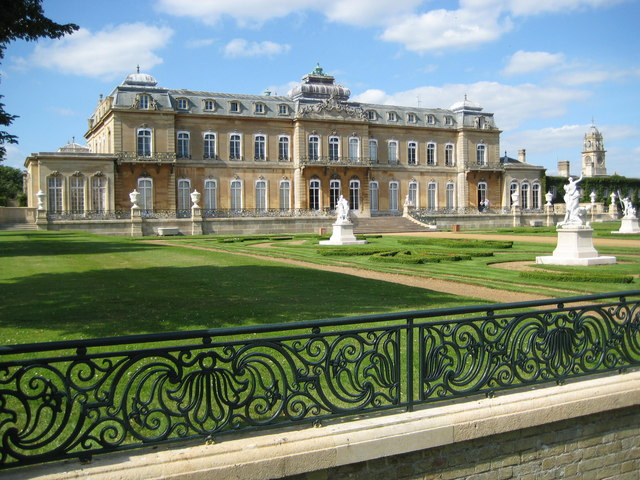
Wrest Park

## Fordítás
- Ez a szócikk részben vagy egészben  a   Bedfordshire című angol Wikipédia-szócikk ezen változatának fordításán alapul.  Az eredeti cikk szerkesztőit annak laptörténete sorolja fel. Ez a jelzés csupán a megfogalmazás eredetét és a szerzői jogokat jelzi, nem szolgál a cikkben szereplő információk forrásmegjelöléseként.